# Rudolf Wanzl
Rudolf Wanzl (Giebau, 29 agosto 1924 – 3 febbraio 2011) è stato un imprenditore tedesco, fondatore della Wanzl.

## Biografia
Rudolf Wanzl fu il figlio del fabbro e imprenditore Rudolf Wanzl senior. Al compimento del diciottesimo anno di età viene posto al servizio di leva. Dopo la fine della seconda guerra mondiale la famiglia si spostò nel novembre 1946 a Giebau est del Sudetenland e nel circondario di Unterkammlach. Cercavano un meccanico per la costruzione di carrelli e si spostò a Leipheim. Viene così fondata dal padre e dal figlio nel 1947 un'officina di la costruzione e la riparazione di carrelli. Successivamente viene creata la Wanzl Metallwarenfabrik. Nel 1998 la guida della società viene presa dal figlio Gottfried. Nel 1999 Wanzl diventa cittadino onorario a Kirchheim in Schwaben, dove è presente una sede produttiva.

## Onorificenze
- 2006: Bayerischer Gründerpreis per la vita lavorativa
- Verdienstkreuz 1. Klasse della Bundesrepublik Deutschland
- Cittadino onorario di Leipheim e Kirchheim